# 福島高松駅
福島高松駅（ふくしまたかまつえき）は、宮崎県串間市大字高松にある、九州旅客鉄道（JR九州）日南線の駅である。
日南線宮崎県区間は当駅までである。

## 歴史
- 1949年（昭和24年）9月15日：国鉄志布志線の福島高松仮乗降場として新設[2]。
- 1950年（昭和25年）1月10日：福島高松駅に昇格。[3]。
- 1962年（昭和37年）4月1日：荷物扱い廃止[2][4]、無人駅化（旅客のみ取扱）[5]。
- 1963年（昭和38年）5月8日：志布志線志布志駅 - 北郷駅間が日南線へ編入、同線の駅となる[2]。
- 1987年（昭和62年）4月1日：国鉄分割民営化に伴い、JR九州の駅となる[2]。
- 2022年（令和4年）4月1日：宮崎支社発足、鹿児島支社から同支社へ移管[6]。

## 駅構造
単式ホーム1面1線を有する地上駅。
無人駅。ホームから少し離れた所に旧駅舎を縮小して造られた待合所がある。旧駅舎は昭和50年代中頃まであったようで、ワンカップ大関のラベル「駅シリーズ」のNo.279に旧駅舎ホーム側からの写真が掲載されており、木造改札口や駅員詰所が写っている。

## 利用状況
2015年（平成27年）度の1日平均乗車人員は2人である。
近年の1日平均乗車人員の推移は以下の通り。
| 年度   | 1日平均 乗車人員 |
| ------ | ---------------- |
| 2002年 | 5                |
| 2003年 | 7                |
| 2004年 | 8                |
| 2005年 | 5                |
| 2006年 | 4                |
| 2007年 | 1                |
| 2008年 | 2                |
| 2009年 | 1                |
| 2010年 | 1                |
| 2011年 | 2                |
| 2012年 | 2                |
| 2013年 | 1                |
| 2014年 | 1                |
| 2015年 | 2                |

## 駅周辺
- 高松海岸：高松漁港と海水浴場があり、入江形状の海水浴場には鯨型小島が存在しているため、穏やかな水域である。
- 国道220号
- 長浜ビーチ：同市内の恋ヶ浦と同じく、古くからのサーフポイントである。形状はビーチでカレントも強く、海難事故も過去に発生している。弓形ビーチはセンターの岩で左右に分けられ、左側がメインポイントとなっている。

## バス路線
串間市コミュニティバス「よかバス」 高松線 高松駅前停留所
- イルカランド行 / 串間駅経由市民病院行
- 火曜のみ運行、1日3往復。市民病院方面最終便は串間駅止まりとなっている。

## 隣の駅
九州旅客鉄道（JR九州）
■日南線
■快速「日南マリーン号」(飫肥駅より各停)・■普通
福島今町駅 - 福島高松駅 - 大隅夏井駅